# Benaceur
Benaceur (às vezes escrito Ben Nasseur) (em árabe: بن ناصر) é uma comuna localizada na província de Ouargla, Argélia. De acordo com o censo de 2008, a população total da cidade era de 10 330 habitantes.